# Se Você Fosse Esperto
Se Você Fosse Esperto é o segundo compacto da cantora Mara Maravilha, lançado no ano 1983.

## Lista de faixas
| N.º | Título                   | Compositor(es)                           | Duração |  |
| 1.  | "Se Você Fosse Esperto"  | Julio Cesar Rodrigo Otávio Beto Ferreira | 3:32    |  |
| 2.  | "Estou Amando Outra Vez" | Ronaldo Golden Boys                      | 3:08    |  |